# Westfield Santa Anita
Westfield Santa Anita (The Shops at Santa Anita), anteriormente conocido como Santa Anita Fashion Park, es un centro comercial en Arcadia, California, operado por The Westfield Group. Sus tiendas anclas son JCPenney, Macy's y Nordstrom. También hay un complejo de cines AMC Theatres y un restaurante Dave & Buster's y un área para entretenimiento.
Las primeras tiendas anclas fueron JCPenney, The Broadway, Buffum's y J. W. Robinson's. Westfield America, Inc., precursor de The Westfield Group, adquirió el centro comercial en 1998, y le cambió el nombre a "Westfield Shoppingtown Santa Anita", quitándole el nombre "Shoppingtown" en junio de 2005. La ex tienda Robinsons-May cerró en 2006.
Este centro comercial ha estado envuelto en una batalla contra el Caruso Affiliated, una empresa de desarrollo inmobiliario que ha propuesto la construcción de un edificio para grandes espectáculos al aire libre, tiendas, restaurantes y complejos en el estacionamiento de la vecina pista del Parque de Santa Anita. El proyecto propuesto, llamado "Shops at Santa Anita", será casi del mismo tamaño que el actual Westfield.

## Anclas
- JCPenney (191,240 pies cuadrados)
- Macy's (188,200 pies cuadrados)
- Nordstrom (136,334 pies cuadrados)
- Borders
- Dave and Buster's
- Sport Chalet
- AMC Theatres